# Halit

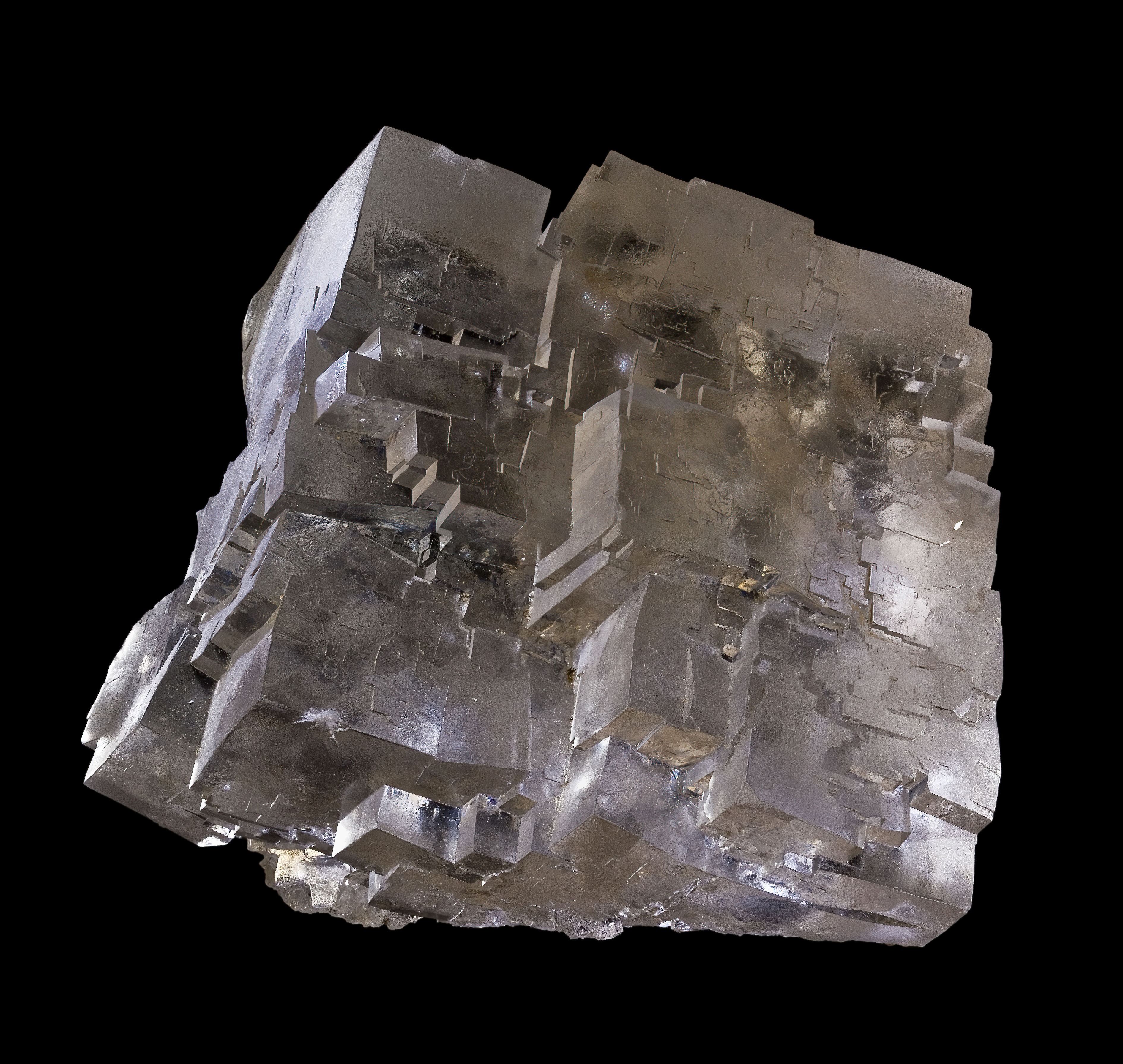
En bit halit med tydlig kubisk kristallstruktur.

Halit, ofta vardagligt kallat bergsalt eller stensalt, är mineralformen av natriumklorid (salt). Den är vanligtvis färglös eller vit, men kan även vara blå, lila, rosa, röd, orange, gul, eller grå beroende på vilka föroreningar som finns i den. Halit förekommer ofta tillsammans med andra evaporita mineraler som sulfater och halider. 

## Förekomst
Halit förekommer på platser där det tidigare funnits saltvattensamlingar, som till exempel uttorkade sjöar och hav. Saltfyndigheterna kan vara hundratals meter djupa och täcka stora områden. 
I USA och Kanada finns stora saltfyndigheter som sträcker sig från västra New York genom delar av Ontario och delar av Michigan. Andra fyndigheter finns i Ohio, Kansas, New Mexico, Nova Scotia och Saskatchewan. I Khewragruvan nära Islamabad i Pakistan finns en annan mycket stor fyndighet. I Storbritannien finns tre gruvor varav den största, vid Winsford i Cheshire, i genomsnitt producerar en miljon ton salt per år.

## Användning
Halit används ofta, både privat och i kommunala sammanhang, för att smälta is, i form av vägsalt. Ett annat användningsområde är vid glasstillverkning. Saltet blandas inte i själva glassen, utan används för att smälta is runt behållaren med glass. Eftersom detta är en endoterm process absorberas värme från glassen som då kyls fortare. Krossat bergsalt kan även användas som hagel i ett hagelgevär som ett icke-dödligt vapen. Vapnet måste dock avfyras från ett mycket kort avstånd för att detta ska få någon effekt.

## Galleri

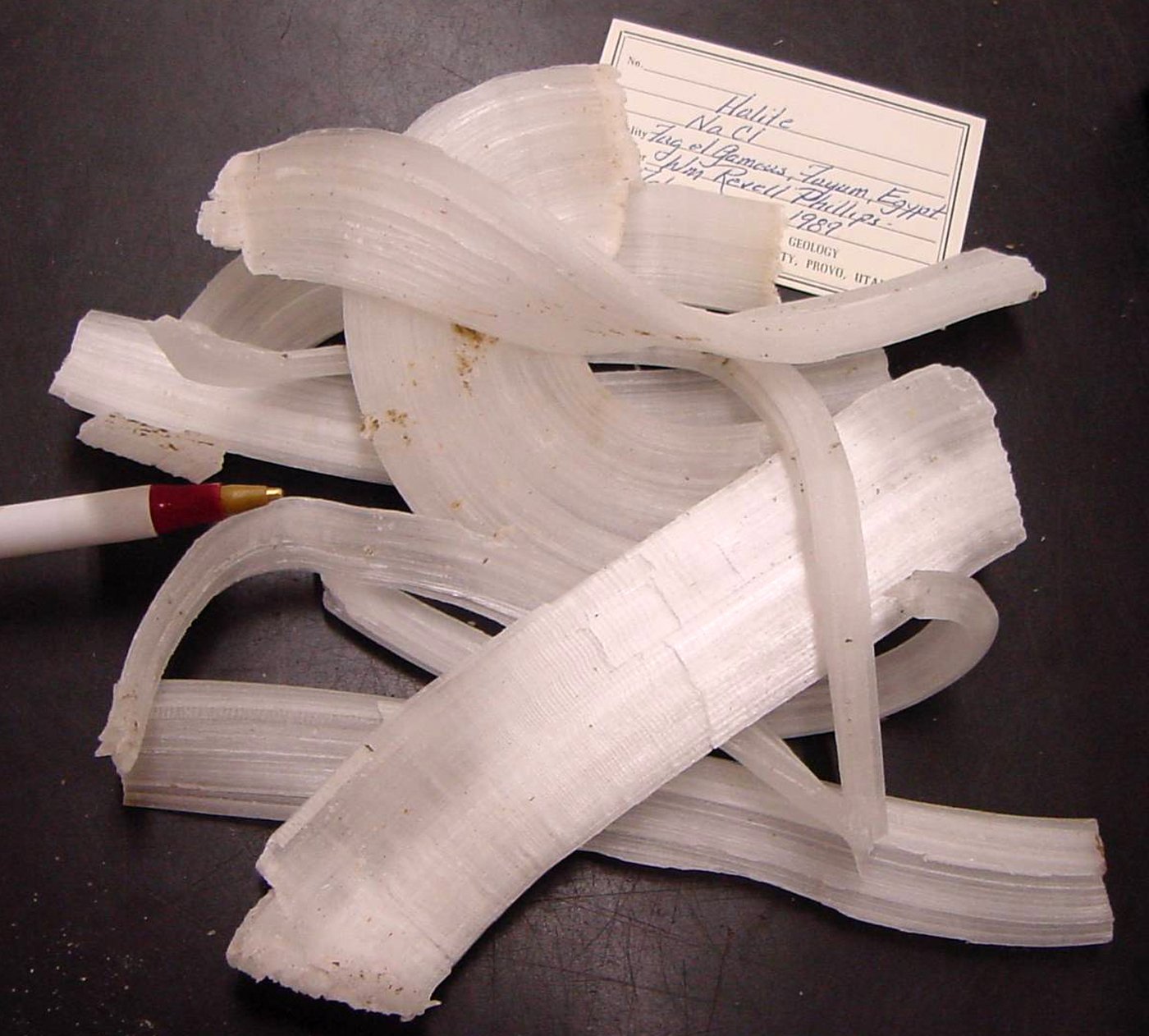
Ovanliga halitkristaller från Fayum i Egypten.
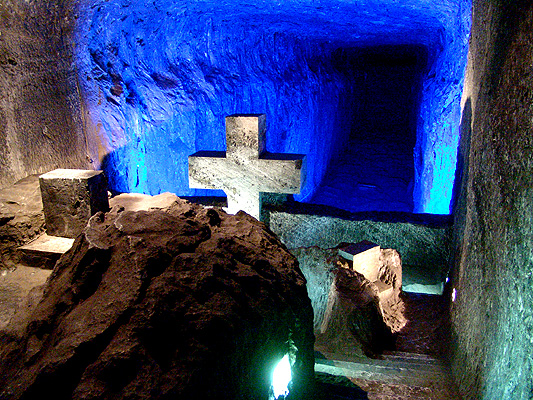
Halitskulpturer i Zipaquirás saltkatedral i Colombia.
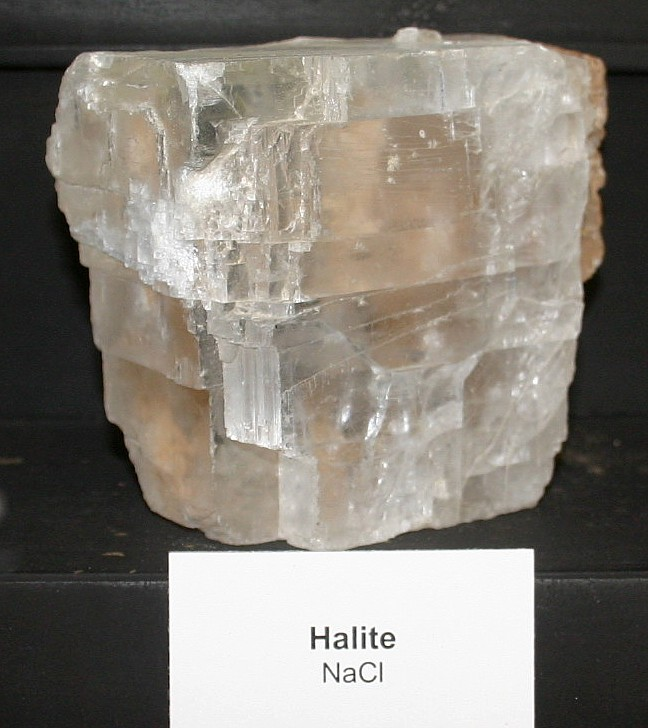
Stor naturlig halitkristall.
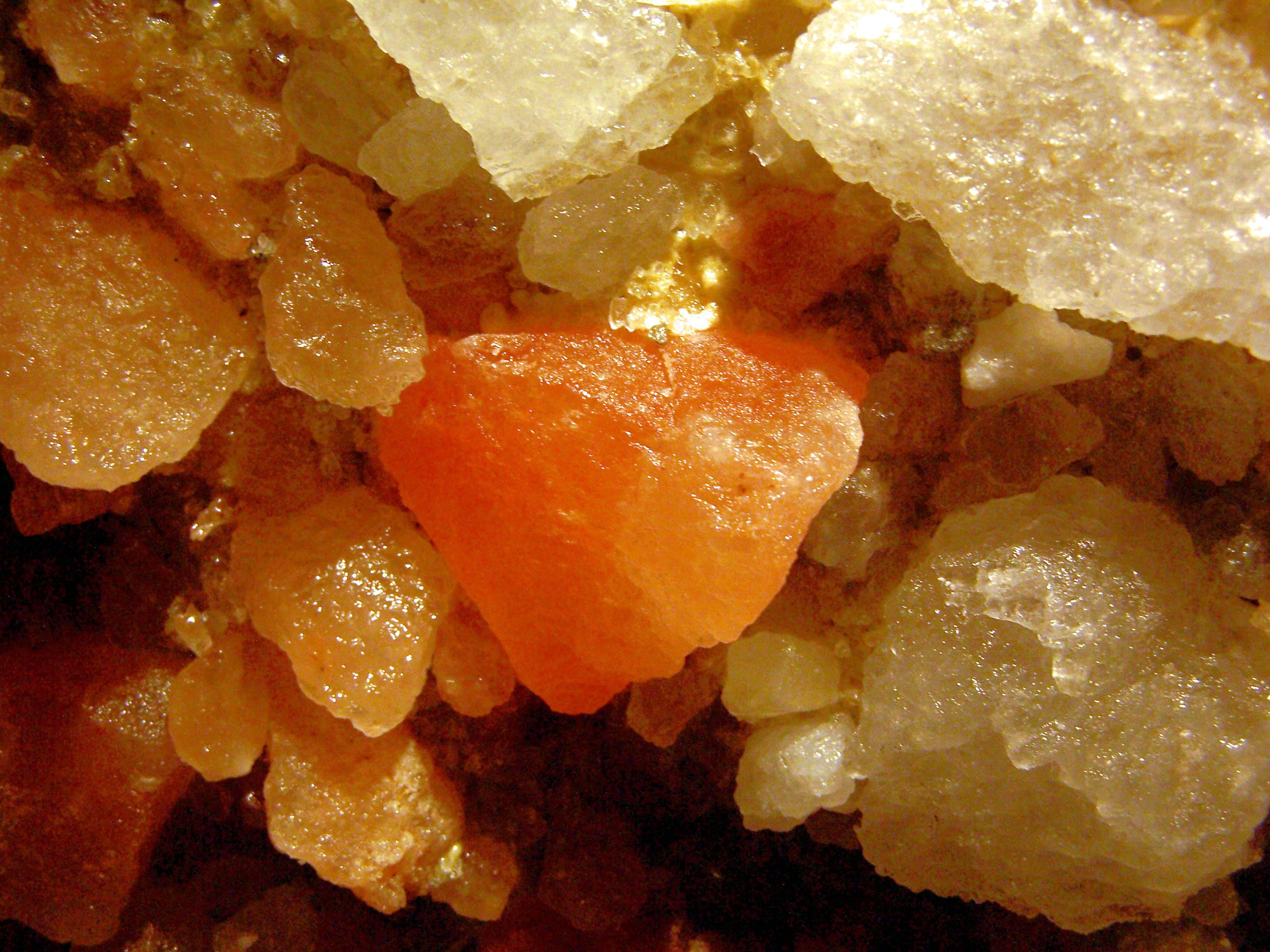
Gula halitkristaller